# براد لي
براد لي (بالإنجليزية: Brad Lee)‏ هو كاتب أغاني وموسيقي أمريكي، ولد في 29 أبريل 1980 في بالو ألتو في الولايات المتحدة.

## وصلات خارجية
- الموقع الرسمي